# San Martín (Kalifornia)
San Martín – jednostka osadnicza w Stanach Zjednoczonych, w stanie Kalifornia, w hrabstwie Santa Clara.